# Pärnumaa
Pärnumaa (estoniano: Pärnu maakond ou Pärnumaa)  é uma das 15 regiões ou maakond da Estónia.

## Municípios
A região está subdividida em 21 municípios: 2 municípios urbanos (estoniano: linnad - cidades) e 19 municípios rurais (estoniano: vallad - comunas).
Municípios urbanos:
- Pärnu
- Sindi

Municípios rurais:
- Are
- Audru
- Halinga
- Häädemeeste
- Kihnu
- Koonga
- Paikuse
- Saarde
- Sauga
- Surju
- Tahkuranna
- Tootsi
- Tori
- Tõstamaa
- Varbla
- Vändra
- Vändra